# Адомс
Футбольний клуб «АДОМС» — український футбольний клуб з міста Кременчука Полтавської області.

## Історія
Футбольний клуб «АДОМС» створювався за ініціативою Костянтина Туркіна, який пізніше став президентом клубу. Керувати командою було довірено Григорію Чичикову. Після сезону в першості області команда вступила у другу українську лігу. 
Команда, створена з місцевих вихованців, провалила старт сезону 1999/2000. Після трьох поразок на старті чемпіонату керівництво клубу, яке поставило завдання у першому ж сезоні вийти в першу лігу, змінює тренерський штаб. Новим тренером призначається Сергій Свистун. Шість перемог в шести турах — підсумок перших починань нового тренера. Лише луганська «Зоря» зупинила вдома переможну ходу дебютанта ліги. В цьому сезоні команда реально могла виконати поставлене завдання. За декілька турів до завершення сезону «АДОМС» очолював турнірну таблицю у своїй групі. Вирішальним для визначення володаря єдиної путівки в першу лігу став матч в Дніпропетровську з «Дніпром-2». Господарі до цієї гри підсилилися гравцями головної команди і здобули важливу перемогу — 2:1, залишивши «АДОМС» на другому місці.
Другий і останній сезон «АДОМСА» закінчився безславно. Власники команди переоцінили свої можливості. Команда була приречена на провал, і у другому колі фінансові проблеми відобразилися на грі підопічних Сергія Свистуна. 14-е місце середи 16-ти команд — закономірний підсумок фінансової нестабільності. Після завершення сезону команда знялася з подальших змагань.

## Досягнення
- Фіналіст кубка Полтавської області — 1999.
- Срібний призер другої ліги України — 1999/2000.

## Всі сезони в незалежній Україні
| Сезон   | Чемпіонат     | Чемпіонат | Чемпіонат | Чемпіонат | Чемпіонат | Чемпіонат | Чемпіонат | Чемпіонат | Кубок       | Кубок | Кубок | Кубок | Кубок | Кубок | Кубок | Примітка                                                  |
| Сезон   | Ліга          | Місце     | І         | В         | Н         | П         | М         | О         | Етап        | І     | В     | Н     | П     | М     | О     | Примітка                                                  |
| ------- | ------------- | --------- | --------- | --------- | --------- | --------- | --------- | --------- | ----------- | ----- | ----- | ----- | ----- | ----- | ----- | --------------------------------------------------------- |
| 1999/00 | Друга Група В | 2 з 14    | 26        | 18        | 1         | 7         | 44−22     | 55        | —           | —     | —     | —     | —     | —     | —     |                                                           |
| 2000/01 | Друга Група В | 14 з 16   | 30        | 7         | 7         | 16        | 24−38     | 28        | —           | —     | —     | —     | —     | —     | —     |                                                           |
| 2001/02 | —             | —         | —         | —         | —         | —         | —         | —         | Перший етап | 0     | 0     | 0     | 0     | 0−0   | 0     | Знявся із змагань до початку чемпіонату і розіграшу Кубка |
| Всього  | Друга         | 2 сезони  | 56        | 25        | 8         | 23        | 68−60     | 58        | —           | —     | —     | —     | —     | —     | —     |                                                           |